# Hancea hookeriana
Hancea hookeriana är en törelväxtart som beskrevs av Berthold Carl Seemann. Hancea hookeriana ingår i släktet Hancea och familjen törelväxter. Inga underarter finns listade i Catalogue of Life.